# ディアナ・モカヌ
ディアナ・モカヌ（Diana Iuliana Mocanu、1984年7月19日 - ）は、ルーマニアブライラ出身の女子競泳選手。
2000年シドニーオリンピック女子100m背泳ぎと200m背泳ぎで金メダルを獲得した。2001年世界水泳選手権でも女子200m背泳ぎで金メダル、100m背泳ぎで銀メダルを獲得したが、その後は不調で、アテネオリンピックの代表から外れ20歳で引退した。